# Paolo Simion
Paolo Simion (Castelfranco Veneto, 10 de octubre de 1992) es un deportista italiano que compitió en ciclismo en las modalidades de pista y ruta. Ganó una medalla de bronce en el Campeonato Europeo de Ciclismo en Pista de 2012, en la prueba de persecución por equipos.

## Medallero internacional
| Campeonato Europeo | Campeonato Europeo   | Campeonato Europeo | Campeonato Europeo      |
| Año                | Lugar                | Medalla            | Competición             |
| ------------------ | -------------------- | ------------------ | ----------------------- |
| 2012               | Panevėžys (Lituania) | Medalla de bronce  | Persecución por equipos |

## Palmarés

### Ruta
2012 (como amateur)
- Circuito del Porto-Trofeo Arvedi

2013 (como amateur)
- Circuito del Porto-Trofeo Arvedi
- 1 etapa del Giro del Friuli Venezia Giulia

2018
- 1 etapa del Tour de Croacia

### Pista
2011
- 2.º en el Campeonato de Italia de persecución por equipos

2012
- 3.º en el Campeonato Europeo en Persecución por equipos (haciendo pareja con Liam Bertazzo, Elia Viviani y Ignazio Moser)
- 2.º en el Campeonato de Italia de persecución por equipos

2013
- Campeonato de Italia de persecución por equipos (con Marco Coledan, Alex Buttazzoni y Elia Viviani)
- 2.º en el Campeonato de Italia en madison
- 2.º en el Campeonato de Italia en persecución

## Resultados en Grandes Vueltas
| Carrera | Carrera         | 2015 | 2016  | 2017 | 2018  | 2019  | 2020 | 2021 |
| ------- | --------------- | ---- | ----- | ---- | ----- | ----- | ---- | ---- |
|         | Giro de Italia  | —    | 131.º | —    | 145.º | 140.º | —    | —    |
|         | Tour de Francia | —    | —     | —    | —     | —     | —    | —    |
|         | Vuelta a España | —    | —     | —    | —     | —     | —    | —    |

| —: No participó |